# (889) Эриния
(889) Эриния (лат. Erynia) — астероид главного пояса астероидов. Астероид был открыт 5 марта 1918 года немецким астрономом Максимилианом Вольфом в Гейдельбергской обсерватории на юго-западе Германии и назван в честь богинь мести из древнегреческой мифологии Эриний